# Going Back (Buddy Guy & Junior Wells)
Going Back è un album di Junior Wells e Buddy Guy, pubblicato dalla Isabel Records nel 1981. Il disco fu registrato (e mixato) il 15 maggio 1981 al Symso Studio di Parigi, Francia. Nel 1991 l'etichetta Alligators Records pubblicò su CD (dal titolo Alone & Acoustic) tutti i brani precedenti pubblicati su vinile dalla Isabel Records con brani aggiunti inediti.

## Tracce
Lato A
1. Boogie Chillen – 4:06 (John Lee Hooker)
2. I'm in the Mood – 3:35 (John Lee Hooker)
3. Don't Leave Me – 3:44 (Buddy Guy)
4. Give Me My Coat and Shoes – 3:50 (Buddy Guy)
5. Medley – 5:44 (Jimmy Reed, Jimmy Rogers)

Lato B
1. Junior and Buddy's Thing – 5:19 (Junior Wells)
2. Hold It Right There – 4:50 (Junior Wells)
3. My Home in the Delta – 3:07 (Muddy Waters)
4. Wrong Doing Woman – 3:00 (Junior Wells)
5. Diggin' My Potatoes – 4:28 (Junior Wells)

Edizione CD del 1991 dal titolo Alone & Acoustic, pubblicato dalla Alligator Records ALCD 4802
1. Give Me My Coat and Shoes – 3:15 (Buddy Guy)
2. Big Boat (Buddy and Junior's Thing) – 5:13 (Junior Wells)
3. Sweet Black Girl – 3:34 (Buddy Guy)
4. Diggin' My Potatoes – 4:28 (Sunny Joe)
5. Don't Leave Me – 3:42 (Buddy Guy)
6. Rollin' and Tumblin' – 4:33 (Brano tradizionale)
7. I'm in the Mood – 3:22 (John Lee Hooker, Bernard Bessman)
8. High Heel Sneakers – 4:55 (Robert Higginbotham)
9. Wrong Doing Woman – 2:58 (Junior Wells)
10. Cut You Loose – 4:39 (Mel London)
11. Sally Mae – 2:30 (John Lee Hooker, Bernard Bessman)
12. Catfish Blues – 3:34 (Brano tradizionale)
13. My Home's in the Delta – 3:05 (McKinley Morganfield)
14. Boogie Chillen – 3:59 (John Lee Hooker, Bernard Bessman)
15. Medley: Baby What You Want Me to Do/That's Allright – 5:43 (Jimmy Reed)

## Musicisti
- Junior Wells - armonica, voce
- Buddy Guy - chitarra acustica a sei corde (in tutti i branni, tranne in A4)
- Buddy Guy - chitarra acustica a dodici corde (solo nel brano: A4)

Brani CD
- Junior Wells - armonica
- Junior Wells - voce (brani: 2, 4, 6, 8, 9, 10, 12, 13 e 15)
- Buddy Guy - chitarra acustica a sei e a dodici corde
- Buddy Guy - voce (brani: 1, 3, 5, 7, 8, 10, 11, 14 e 15)